# Leichtathletik-Länderkampf der Männer 1969 Finnland – BR Deutschland
| 11. Leichtathletik-Länderkampf mit bundesdeutscher Beteiligung 1969 | 11. Leichtathletik-Länderkampf mit bundesdeutscher Beteiligung 1969 |
| ------------------------------------------------------------------- | ------------------------------------------------------------------- |
|                                                                     |                                                                     |
| Ländervergleich der Männer: Finnland – BR Deutschland               |                                                                     |
| Austragungsort                                                      | Helsinki                                                            |
| Wettbewerbe                                                         | 21                                                                  |
| Datum                                                               | 16./17. Juli                                                        |
| 1. FIN 2. FRG                                                       | 115 Punkte 108 Punkte                                               |
| Chronik                                                             |                                                                     |
| ← SUI-FRG-FRA Geher (M)                                             | HUN-FRG (M) →                                                       |

Im elften Vergleich des Länderkampfjahres 1969 trafen die bundesdeutschen Männer nach einer längeren Pause wieder einmal auf Finnland. Das letzte Aufeinandertreffen mit diesem Gegner hatte 1961 stattgefunden. Nun trafen sich die Leichtathleten der beiden Länder am 16./17. Juli wie 1961 in der finnischen Hauptstadt Helsinki. Von den acht vorangegangenen Begegnungen hatte die Bundesrepublik Deutschland sechs und Finnland zwei gewonnen. Häufig war der Ausgang eng gewesen.

## Wettbewerbe und Modus
Auf dem Programm standen die bei Länderkämpfen üblichen zwanzig Disziplinen. Hinzu kam noch ein 25-km-Straßenlauf. Somit wurden in Helsinki 21 Disziplinen ausgetragen. Aus dem olympischen Wettbewerbskatalog fehlten nur der Marathonlauf, die beiden Gehdisziplinen und der Zehnkampf.

## Ergebnis
Die Auseinandersetzung zwischen den beiden Ländern war wieder eng, es waren kaum Doppelerfolge zu verzeichnen, für jedes Team nur jeweils zwei. In den Einzelläufen kam Finnland zu sechs Siegen, die Bundesrepublik Deutschland zu vier. Beide Staffeln gingen an die bundesdeutschen Sprinter. Der Bereich Wurf/Stoß war mit zwei Erfolgen je Mannschaft komplett ausgeglichen. Entscheidend war die Kategorie Sprung. Die finnischen Leichtathleten entschieden hier drei Wettbewerbe für sich, während die bundesdeutschen Sportler nur im Hochsprung vorne lagen. Damit kam Finnland mit 115 zu 108 Punkten zu seinem dritten Länderkampfsieg über Deutschland.

## Resultate

### 100 m
| Platz | Athlet             | Land | Zeit (s) |
| ----- | ------------------ | ---- | -------- |
| 1     | Hartmut Strempel   | FRG  | 10,7     |
| 2     | Ossi Karttunen     | FIN  | 10,7     |
| 3     | Dietmar Laufenberg | FRG  | 10,8     |
| 4     | Jarkko Tapola      | FIN  | 10,9     |

Datum: 16. Juli

### 200 m
| Platz | Athlet                 | Land | Zeit (s) |
| ----- | ---------------------- | ---- | -------- |
| 1     | Ossi Karttunen         | FIN  | 21,3     |
| 2     | Franz-Peter Hofmeister | FRG  | 21,4     |
| 3     | Hans Reinermann        | FRG  | 21,5     |
| 4     | Jorma Ehrström         | FIN  | 22,0     |

Datum: 17. Juli

### 400 m
| Platz | Athlet                 | Land | Zeit (s) |
| ----- | ---------------------- | ---- | -------- |
| 1     | Horst-Rüdiger Schlöske | FRG  | 47,0     |
| 2     | Juhani Kotikoski       | FIN  | 48,1     |
| 3     | Rolf Krüsmann          | FRG  | 48,1     |
| 4     | Heikki Pippola         | FIN  | 49,9     |

Datum: 17. Juli

### 800 m
| Platz | Athlet          | Land | Zeit (min) |
| ----- | --------------- | ---- | ---------- |
| 1     | Markku Aalto    | FIN  | 1:48,5     |
| 2     | Jens-Bodo Fried | FRG  | 1:49,3     |
| 3     | Manfred Henne   | FRG  | 1:50,1     |
| 4     | Raimo Korsikas  | FIN  | 1:50,2     |

Datum: 17. Juli

### 1500 m
| Platz | Athlet                | Land | Zeit (min) |
| ----- | --------------------- | ---- | ---------- |
| 1     | Pekka Vasala          | FIN  | 3:51,3     |
| 2     | Arnd Krüger           | FRG  | 3:52,2     |
| 3     | Karl-Heinz Schirmeier | FRG  | 3:52,4     |
| 4     | Jouko Uola            | FIN  | 3:55,0     |

Datum: 16. Juli

### 5000 m
| Platz | Athlet         | Land | Zeit (min) |
| ----- | -------------- | ---- | ---------- |
| 1     | Juha Väätäinen | FIN  | 14:07,4    |
| 2     | Jürgen Schmidt | FRG  | 14:11,2    |
| 3     | Wolfgang Falke | FRG  | 14:11,4    |
| 4     | Rauno Mattila  | FIN  | 14:11,6    |

Datum: 16. Juli

### 10.000 m
| Platz | Athlet          | Land | Zeit (min) |
| ----- | --------------- | ---- | ---------- |
| 1     | Seppo Matela    | FIN  | 29:36,8    |
| 2     | Ernst Vogelsang | FRG  | 29:43,8    |
| 3     | Matti Vuorenmaa | FIN  | 29:54,6    |
| 4     | Jens Wollenberg | FRG  | 30:43,6    |

Datum: 17. Juli

### 25-km-Straßenlauf
| Platz | Athlet             | Land | Zeit (h)  |
| ----- | ------------------ | ---- | --------- |
| 1     | Pentti Rummakko    | FIN  | 1:19:38,0 |
| 2     | Kalle Hakkarainen  | FIN  | 1:19:42,4 |
| 3     | Karl-Heinz Sievers | FRG  | 1:20:00,8 |
| 4     | Hans Hellbach      | FRG  | 1:24:54,6 |

Datum: 17. Juli

### 110 m Hürden
| Platz | Athlet          | Land | Zeit (s) |
| ----- | --------------- | ---- | -------- |
| 1     | Günther Nickel  | FRG  | 14,3     |
| 2     | Jürgen Schimmel | FRG  | 14,8     |
| 3     | Ari Salin       | FIN  | 14,8     |
| 4     | Matti Harri     | FIN  | 15,0     |

Datum: 17. Juli

### 400 m Hürden
| Platz | Athlet          | Land | Zeit (s) |
| ----- | --------------- | ---- | -------- |
| 1     | Gerhard Hennige | FRG  | 51,0     |
| 2     | Rainer Schubert | FRG  | 51,0     |
| 3     | Jaakko Tuominen | FIN  | 51,6     |
| 4     | Pauli Haapasalo | FIN  | 52,8     |

Datum: 16. Juli

### 3000 m Hindernis
| Platz | Athlet               | Land | Zeit (min) |
| ----- | -------------------- | ---- | ---------- |
| 1     | Mikko Ala-Leppilampi | FIN  | 8:41,0     |
| 2     | Rolf Burscheid       | FRG  | 8:42,6     |
| 3     | Hannu Partanen       | FIN  | 8:49,2     |
| 4     | Klaus-Ludwig Brosius | FRG  | 9:02,2     |

Datum: 16. Juli

### 4 × 100 m Staffel
| Platz | Besetzung      | Land                                                                            | Zeit (s) |
| ----- | -------------- | ------------------------------------------------------------------------------- | -------- |
| 1     | BR Deutschland | Dietmar Laufenberg Franz-Peter Hofmeister Michael van Wickeren Hartmut Strempel | 40,7     |
| 2     | Finnland       | Jarkko Tapola Raimo Vilén Kari Wauhkonen Kari Palmen                            | 42,0     |

Datum: 16. Juli

### 4 × 400 m Staffel
| Platz | Besetzung      | Land                                                                  | Zeit (min) |
| ----- | -------------- | --------------------------------------------------------------------- | ---------- |
| 1     | BR Deutschland | Wolfgang Fischer Rolf Krüsmann Horst-Rüdiger Schlöske Hans Reinermann | 3:10,0     |
| 2     | Finnland       | Jaakko Tuominen Olavi Laakso Heikki Pippola Juhani Kotikoski          | 3:12,0     |

Datum: 17. Juli

### Hochsprung
| Platz | Athlet             | Land | Höhe (m) |
| ----- | ------------------ | ---- | -------- |
| 1     | Gunther Spielvogel | FRG  | 2,10     |
| 2     | Reijo Vähälä       | FIN  | 2,07     |
| 3     | Antero Tapola      | FIN  | 2,04     |
| 4     | Hermann Magerl     | FRG  | 2,00     |

Datum: 16. Juli

### Stabhochsprung
| Platz | Athlet          | Land | Höhe (m) |
| ----- | --------------- | ---- | -------- |
| 1     | Risto Ivanoff   | FIN  | 5,20     |
| 2     | Erkki Mustakari | FIN  | 5,10     |
| 3     | Heinfried Engel | FRG  | 5,00     |
| 4     | Volker Ohl      | FRG  | 4,80     |

Datum: 17. Juli

### Weitsprung
| Platz | Athlet         | Land | Weite (m) |
| ----- | -------------- | ---- | --------- |
| 1     | Pertti Pousi   | FIN  | 7,65      |
| 2     | Bernd Roos     | FRG  | 7,50      |
| 3     | Heikki Mattila | FIN  | 7,47      |
| 4     | Josef Schwarz  | FRG  | 7,40      |

Datum: 16. Juli

### Dreisprung
| Platz | Athlet        | Land | Weite (m) |
| ----- | ------------- | ---- | --------- |
| 1     | Pertti Pousi  | FIN  | 16,21     |
| 2     | Michael Sauer | FRG  | 16,12     |
| 3     | Jorma Gröhn   | FIN  | 15,78     |
| 4     | Richard Kick  | FRG  | 14,79     |

Datum: 17. Juli

### Kugelstoßen
| Platz | Athlet               | Land | Weite (m) |
| ----- | -------------------- | ---- | --------- |
| 1     | Heinfried Birlenbach | FRG  | 20,14     |
| 2     | Matti Yrjölä         | FIN  | 18,72     |
| 3     | Seppo Simola         | FIN  | 18,58     |
| 4     | Rolf Engels          | FRG  | 17,08     |

Datum: 17. Juli

### Diskuswurf
| Platz | Athlet          | Land | Weite (m) |
| ----- | --------------- | ---- | --------- |
| 1     | Jouko Montanen  | FIN  | 56,06     |
| 2     | Dieter Gruse    | FRG  | 55,24     |
| 3     | Risto Myyrä     | FIN  | 54,84     |
| 4     | Dirk Wippermann | FRG  | 53,30     |

Datum: 16. Juli

### Hammerwurf
| Platz | Athlet                | Land | Weite (m) |
| ----- | --------------------- | ---- | --------- |
| 1     | Lutz Caspers          | FRG  | 64,86     |
| 2     | Kauko Harlos          | FIN  | 61,98     |
| 3     | Raimo Savinainen      | FIN  | 61,36     |
| 4     | Franz-Josef Woltering | FRG  | 59,84     |

Datum: 16. Juli

### Speerwurf
| Platz | Athlet           | Land | Weite (m) |
| ----- | ---------------- | ---- | --------- |
| 1     | Jorma Kinnunen   | FIN  | 84,18     |
| 2     | Klaus Wolfermann | FRG  | 83,54     |
| 3     | Pauli Nevala     | FIN  | 83,36     |
| 4     | Hermann Salomon  | FRG  | 79,68     |

Datum: 17. Juli